# 일라이어스 부디놋

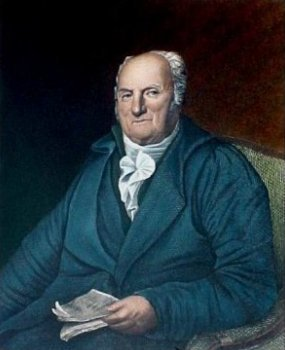
일라이어스 부디놋의 초상화

일라이어스 부디놋(Elias Boudinot; 1740년 5월 2일 ~ 1821년 10월 24일) 은 뉴저지주 엘리자베스 출신의 변호사이며 정치가이다.
1782년 - 1783년 의회의장으로 봉직하였다. 미국 독립 혁명 이후에 뉴저지주의 국회의원으로 임명되었다. 1795년 - 1805년에 미국 화폐국장으로 봉직하였다.

## 주된 활동
1772년 - 1821년 뉴저지 대학(현 프린스턴 대학교)의 이사회에서 봉사하였다.
1789년 9월 24일 미국 수정 헌법 제1조을 표결에 부치는 때에, 국회의원이었던 부디놋은 상하원의원들에게 대통령께 '전능하신 하나님께 감사를 드리는' 감사의 날을 제의하자고 요청하였다.
장로교인이었던 부디놋은 선교에 많은 관심을 가졌다. 토머스 페인의 <이성의 시대> 에 반박하는 <계시의 시대>를 저작하였다. 미국 성경 협회의 창립자 중 한명이다.

## 역대 선거 결과
| 선거명      | 직책명                       | 대수 | 정당           | 득표율 | 득표수  | 결과 | 당락                   |
| ----------- | ---------------------------- | ---- | -------------- | ------ | ------- | ---- | ---------------------- |
| 1788년 선거 | 하원의원 (뉴저지 광역선거구) | 1대  | 반연방주의자당 | 12.50% | 8,702표 | 3위  | 뉴저지주 하원의원 당선 |
| 1790년 선거 | 하원의원 (뉴저지 광역선거구) | 2대  | 반연방주의자당 | 13.71% | 4,433표 | 3위  | 뉴저지주 하원의원 당선 |
| 1792년 선거 | 하원의원 (뉴저지 광역선거구) | 3대  | 연방당         | 10.80% | 4,631표 | 3위  | 뉴저지주 하원의원 당선 |